# LR-91

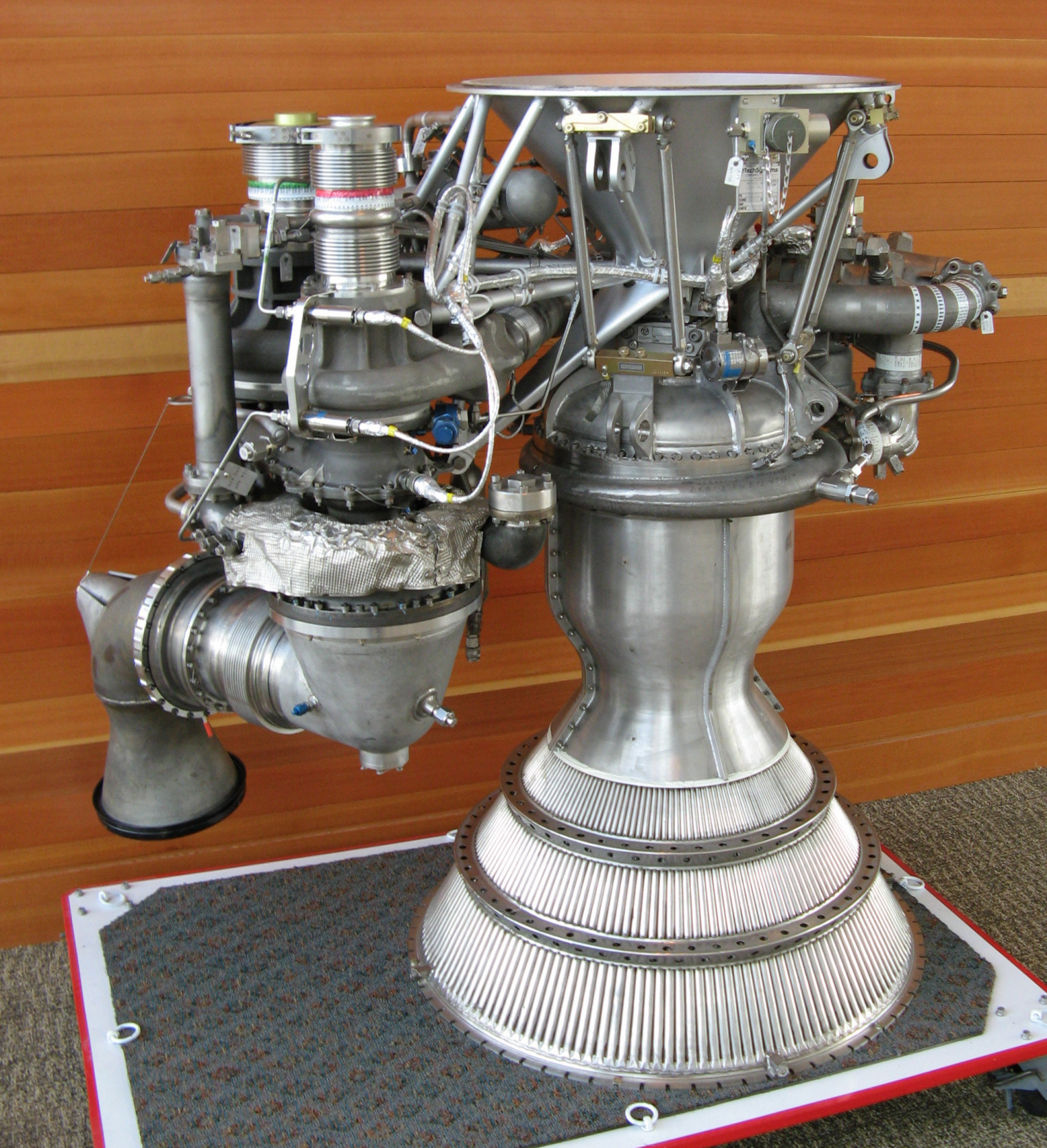
LR-91-7

LR-91 je raketový motor na kapalné pohonné látky. Je zmenšenou verzí motoru LR-87 a byl stejně jako jeho větší bratr vyvinut na počátku 50. let 20. století americkou společností Aerojet. Konstrukčně je téměř shodný s LR-87, vzhledem k menší velikosti však nedisponuje úplným regeneretivním chlazením. Regenerativně je chlazena pouze spalovací komora, tryska je chlazena ablativně (odtáváním ochranné vrstvy). Zpočátku používal jako palivo RP-1 a kapalný kyslík, později byl přepracován pro použití dlouhodobě skladovatelných látek, Aerozin-50 (směs 50% hydrazin a 50% UDMH) a oxidu dusičitého. Tryska má vysoký expanzní poměr, přizpůsobený pro použití za nízkého atmosférického tlaku. Na rozdíl od LR-87 nebyl přepracován pro použití kapalného vodíku. Byl používán na druhém stupni raket Titan.

## Varianty

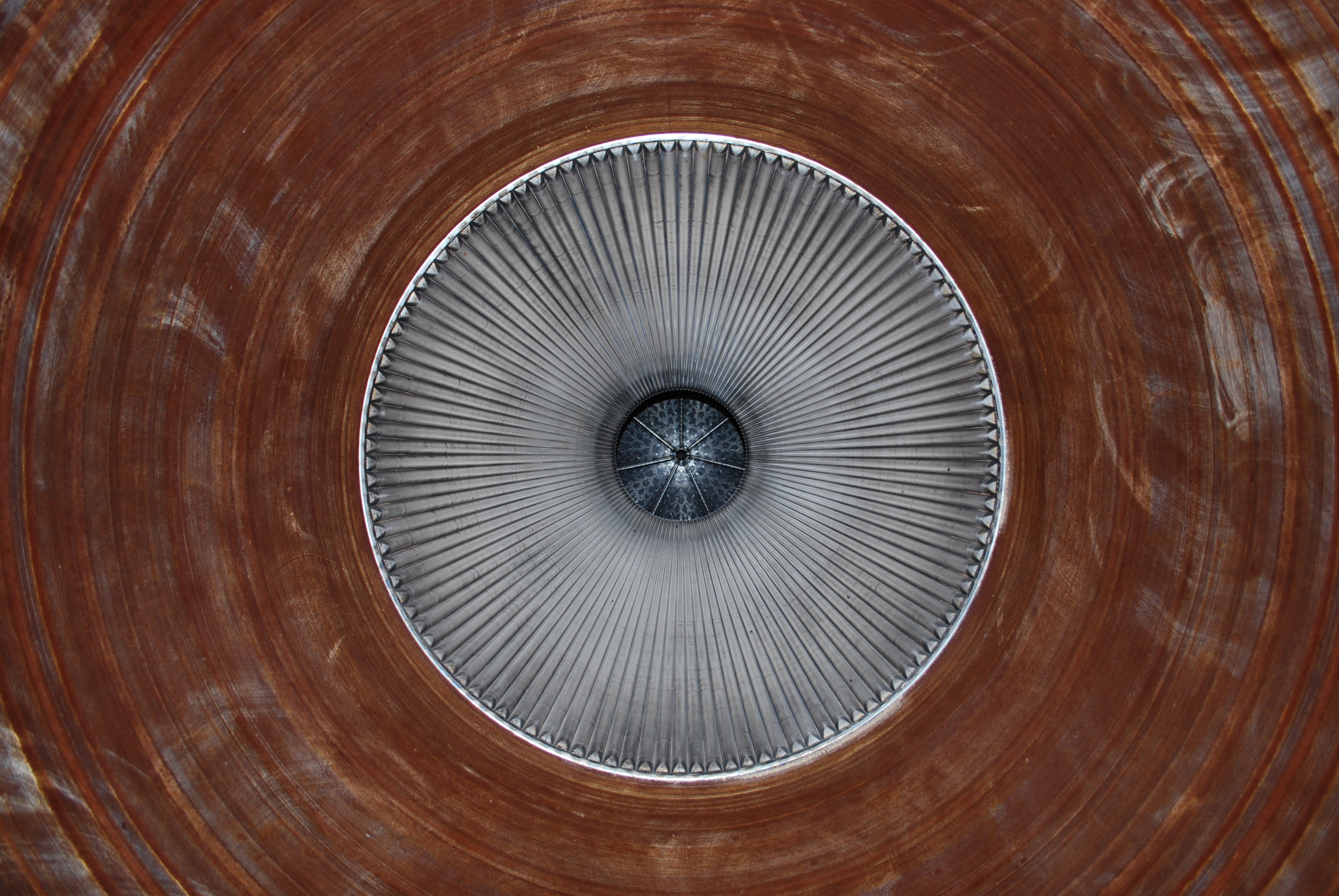
Pohled do trysky motoru LR-91-11

- LR-91-3 – první verze na RP-1 a kapalný kyslík.
- LR-91-5 – přepracovaná verze na Aerozin-50 a oxid dusičitý.
- LR-91-7 – upravená verze pro Titan 2 GLV v programu Gemini.
- LR-91-9 – rané verze Titan III.
- LR-91-11 – poslední a nejvyspělejší verze.